# 橋本青雨
橋本 青雨（はしもと せいう、1878年9月1日 - 1944年8月24日）は、日本のドイツ文学者、翻訳家、ドイツ語学者。
本名・橋本 忠夫。

## 人物・来歴
宮城県出身。1902年小説と俳句を収めた『ほし草』を刊行。
1904年東京帝国大学文学部独文科卒。のち独文学を中心とする翻訳に従事。
イプセン、シラー、ハウプトマンなどの翻訳を「帝国文学」「新小説」「新声」などに掲載し、明治末に最も活躍した。
のち第三高等学校教授、松本高等学校教授、中央大学教授となり研究に従事した。
孫は橋本和孝（関東学院大学名誉教授）。

## 著書
- 『ほし草』（橋本忠雄名義、蘆原緑子画、佐藤養治） 1902
- 『詩人ハイネ』（橋本忠夫名義、金港堂） 1903
- 『愛の犠牲』（今古堂） 1906
- 『世界文学史』（博文館、帝国百科全書） 1907
- 『独逸語研修 上巻』（南江堂書店） 1916
- 『和独語彙』（南江堂書店） 1918
- 『橋本獨逸文法讀本 讀章註釋文法練習』（橋本忠夫編、南江堂書店） 1925.2
- 『独逸語の会話と手紙』（橋本忠夫編、郁文堂書店） 1929
- 『独逸語の修辞的構成』（橋本忠夫名義、南江堂書店） 1933
- 『青年獨逸』（橋本忠夫名義、南江堂） 1935.12

### 編纂
- 『ユーモア小話集』（編、春陽堂、春陽堂獨逸語叢書 第1卷） 1931.10
- 『悲喜小話集』（編、春陽堂、春陽堂獨逸語叢書 第2卷） 1931.10
- 『精神戰線』（編、春陽堂、春陽堂獨逸語叢書 第4卷） 1931.10
- 『復興途上の獨逸』（編、春陽堂、春陽堂獨逸語叢書 第5卷） 1931.10
- 『閑日閑話集』（編、春陽堂、春陽堂獨逸語叢書 第3卷） 1931.11
- 『民族及文化史問題』（橋本忠夫編、南江堂書店） 1931.12

## 翻訳
- 『男女観』（レフ・トルストイ、橋本忠夫名義訳、金港堂） 1905
- 『当世ハイカラ競』（ベネディックス、登張竹風共訳、金港堂） 1905
- 『ゲエテの詩』（橋本忠夫名義訳、新潮社） 1905
- 『独逸童話集』（グリム、大日本国民中学会） 1906
- 『日の出前』（ハウプトマン、南江堂書店、現代獨逸文藝叢書、ハウプトマン傑作集 第1卷） 1913.11、のち岩波文庫（橋本忠夫名義訳）
- 『幽霊』（イプセン、人生社） 1914
- 『ヘルマンとドロテア』（ゲーテ、大村書店、ゲーテ全集2） 1926
- 『基督狂』（ゲルハルト・ハウプトマン、橋本忠夫名義訳、白水社） 1941
- 『獺の外套 喜劇』（ゲルハルト・ハウプトマン、橋本忠夫名義訳、岩波文庫） 1942
- 『魔霊』（ゲルハルト・ハウプトマン、橋本忠夫名義訳、実業之日本社） 1942
- 『戀人のむら氣 他五篇』（ゲーテ、大東出版社、ゲーテ全集6） 1943
- 『シラーの対話 詩人を繞ぐる同時人の記録』（ペーターゼン編、訳編、教材社） 1944